# Palinca
A palinca (em húngaro: Pálinka, em romeno:  Palincă) é uma bebida destilada de frutas tradicional da região dos Cárpatos, produzida tipicamente na Romênia e na Hungria e, em menor quantidade, na Áustria e na Eslováquia.
Em 2002, a Hungria solicitou à União Europeia o registro da palinca como a bebida nacional húngara. Em 2008, a União Europeia aceitou a "Pálinka" como uma especialidade húngara, podendo utilizarem-se da denominação somente os produtos fabricados na Hungria ou em quatro províncias da Áustria. Adicionalmente, a denominação de "Palincă" foi conferida à bebida produzida na Romênia.
Na Romênia, a palinca representa 40% do consumo de bebidas destiladas.
Diversas frutas podem ser utilizadas para a fabricação da palinca, dentre as quais a ameixa é a mais usada. Palincas de maçã ou pera também são comummente encontradas.
A principal característica da palinca é a de ser obtida por um processo de destilação dupla, que a confere um teor alcoólico entre 40% e 70%. A palavra palinca é derivada do radical eslavônico "palit", que significa "queimar".